# Französische Industrieausstellung 1844
Die Französische Industrieausstellung 1844 (offiziell: Exposition des produits de l’industrie française en 1844) war die erste von einer Reihe von Industrieausstellungen, die in den Jahren 1844 bis 1849 in Paris stattfanden.
Die Ausstellung wurde in dem im unteren Bereich der Avenue des Champs-Élysées eigens dafür errichteten Palais de l’Industrie et des Beaux-Arts gezeigt. Zweck dieser wie auch anderer Industrieausstellungen dieser Zeit war, den Fortschritt in Agrar- und Industrietechnik einem breiten Publikum zu präsentieren. Beeindruckt durch die Ausstellung in Paris, bemühten sich Mitglieder der britischen Royal Society of Arts darum, ebenfalls eine Ausstellung abzuhalten, was zu der 1851 in London eröffneten Great Exhibition führte. Die Pariser Ausstellung wurde damit zur Vorläuferin der Weltausstellungen.